# Арайские языки
Арайские языки (араи, лефт-мей(ские); англ. Left May, Arai) — семья папуасских языков, распространённая в Папуа — Новой Гвинее.
Распространены в северной части центра острова Новая Гвинея на крайнем западе провинции Восточный Сепик, в округе Амбунти (Папуа — Новая Гвинея) и в пограничных районах провинции Западный Сепик (Пандаун), между верхним течением реки Сепик и её правым притоком Лефт-Мей (отсюда одно из названий). Название «Arai family» впервые было использовано в работе [Conrad and Dye 1975], оно образовано на основе названия одного из населённых пунктов — деревни Араи. Название «Left May family» впервые было использовано в работе [Healey 1964].
Ближайшими соседями арайских языков являются:
- амто-мусанские языки — на северо-западе;
- язык суганга и миан (трансновогвинейская фила) — на юге и востоке;
- язык ивам (сепикская семья) — на востоке;
- языки абау и намиа (тоже сепикская семья) и река Сепик — на севере.

## Классификация
Стивен Вурм в своей классификации (1977-1982) выделяет эти языки в качестве отдельной семьи на уровне филы (то есть не входящей ни в какую другую филу). До последнего времени не объединялись с другими семьями, лишь Малком Росс (2005) на основе предполагаемой схожести местоименных систем выдвинул араи-квомтарийскую гипотезу (Left May-Kwomtari / Arai-Kwomtari languages) о родстве арайских языков и квомтари-байбайских языков (которые сами по себе являются видимо ошибочной гипотезой).
Кроме того, в 15-м издании Ethnologue (2009), где в основном использована классификация Росса для папуасских языков, в группировку Arai (Left May) (входящую в Arai-Kwomtari) включены только 4 языка, а ещё два оставлены в независимой группировке 1-го уровня Left May.

## Состав
Включает 6 языков.
- накви (Nakwi) — 280 чел.
- итери (Iteri, Rocky Peak, Yinibu, Alowiemino, Iyo, Laro) — 475 чел., горы Роки-Пик (Rocky Peak Mountains). Ранее отдельно выделялся язык роки-пик, который фактически является другим названием языка итери.
- бо (Bo, Po, Sorimi) — 85 чел., диалекты Kaboru, Nikiyama, Umuruta
- ама (Ama, Sawiyanu, Waniabu) — 480 чел.
- нимо (Nimo, Nimo-Wasawai) — 350 чел.
- овинига (Owiniga, Bero, Samo, Taina) — 330 чел.

Существует латинская письменность для языков ама и овинига.